# Ferrari F2007
El Ferrari F2007 fue un monoplaza con el cual Scuderia Ferrari compitió en la temporada 2007 de Fórmula 1.
El chasis nuevo se ha alterado perceptiblemente de los 248 F1, el coche Ferrari usado durante 2006 para lograr el campeonato de constructores que Renault había logrado el año anterior. La distancia entre ejes es 85 mm más larga, con la longitud adicional agregada entre las ruedas traseras y las ruedas delanteras, para maximizar el funcionamiento aerodinámico.

## Aerodinámica
El modelo del lanzamiento fue mostrado con los alerones delanteros y traseros de los 248 F1. Esto era para mantener varias características aerodinámicas secretas alejadas de los equipos rivales de F1.

## Caja de cambios
La caja de cambios en sí misma, que todavía se monta longitudinalmente, incorpora siete marchas más la reversa. La suspensión adopta una configuración de la cero-quilla, la primera para Ferrari.

## Aspecto
El aspecto exterior ofrece perceptiblemente menos color blanco que en años anteriores. Los coches, conducidos por Felipe Massa y Kimi Räikkönen, compitieron con los números 5 y 6 respectivamente, debido a que el equipo acabó en segundo lugar en el campeonato de constructores de 2006. Ordinariamente, esto significaría los números 3 y 4 para la temporada siguiente; pero debido al cambio de equipo de Fernando Alonso, el campeón del mundo del 2006, a McLaren; Renault recibe estos números, pues Alonso ha llevado su número 1 (y así, número 2) a su nuevo equipo.

## Resultados

### Fórmula 1
(Clave) (negrita indica pole position) (cursiva indica vuelta rápida)

| Año     | Motor      | Neu. | N.º | Pilotos        | 1   | 2   | 3   | 4   | 5   | 6   | 7   | 8   | 9   | 10  | 11  | 12  | 13  | 14  | 15  | 16  | 17  | Puntos | Pos. |
| ------- | ---------- | ---- | --- | -------------- | --- | --- | --- | --- | --- | --- | --- | --- | --- | --- | --- | --- | --- | --- | --- | --- | --- | ------ | ---- |
| 2007    | 056 2.4 V8 | B    |     |                | AUS | MYS | BHR | ESP | MON | CAN | USA | FRA | GBR | EUR | HUN | TUR | ITA | BEL | JPN | CHN | BRA | 204    | 1.º  |
| 2007    | 056 2.4 V8 | B    | 5   | Felipe Massa   | 6   | 5   | 1   | 1   | 3   | DSQ | 3   | 2   | 5   | 2   | 13  | 1   | Ret | 2   | 6   | 3   | 2   | 204    | 1.º  |
| 2007    | 056 2.4 V8 | B    | 6   | Kimi Räikkönen | 1   | 3   | 3   | Ret | 8   | 5   | 4   | 1   | 1   | Ret | 2   | 2   | 3   | 1   | 3   | 1   | 1   | 204    | 1.º  |
| Fuente: |            |      |     |                |     |     |     |     |     |     |     |     |     |     |     |     |     |     |     |     |     |        |      |